# Макдермотт, Дилан
Марк Э́нтони Макде́рмотт (англ. Mark Anthony McDermott, род. 26 октября 1961 года, Уотербери, Коннектикут, США), более известный под псевдонимом Ди́лан Макдермотт (англ. Dylan McDermott) — американский актёр, известный по своим ролям в телесериалах «Практика» (1997—2003), который принес ему премию «Золотой глобус», и «Американская история ужасов».

## Ранние годы
Марк Энтони Макдермотт родился в Уотербери, Коннектикут в семье Дианы и Ричарда Макдермоттов. У отца ирландское происхождение, а у матери в роду были итальянские, английские, ирландские и французские корни. Когда родился Марк, его матери было 15 лет, а отцу 17. Позже родилась сестра Робин. В 1967 году родители развелись и дети переехали с Дианой в дом её матери. 9 февраля 1967 года Диана была застрелена. Изначально постановили, что это был несчастный случай, позже полиция предъявила обвинения Джону Спонца, который жил в то время с Дианой Макдермотт. Спонца утверждал, что она случайно застрелилась при чистке оружия. В конце концов Спонца, который по данным полиции был связан с организованной преступностью, был застрелен в 1972 году, его тело нашли в багажнике автомобиля на парковке. Марку было 5 лет, когда мать умерла, и он с сестрой далее воспитывался бабушкой по материнской линии.

## Карьера
Он дебютировал на большом экране в 1989 году с небольшой роли в фильме «Смерч». Позже он достиг большей известности после роли в фильме «На линии огня». Его прорывом стала роль в сериале «Практика». В 1998 году он был включен в список «50 самых красивых людей в мире» по версии журнала «People».
В разные годы он также снялся в фильмах «Стальные магнолии» (1990) с Джулией Робертс, «Дестини включает радио» (1995) с Нэнси Трэвис, «Ускользающий идеал» (1997) с Джинн Трипплхорн, «Танго втроём» (1999) с Нив Кэмпбелл и «Принцесса специй» (2005) с Айшварией Рай.
Он снялся в двух недолго живущих сериалах: «Big Shots» в 2007 и «Dark Blue» в 2009—2010 годах. В 2011 году он получил одну из главных ролей в сериале «Американская история ужасов». Его следующим проектом стала роль отца главного героя в экранизации романа «Хорошо быть тихоней» в 2012 году. В 2013 году он снялся в закрытом после одного сезона сериале «Заложники» с Тони Коллетт, а в 2014 году получил основную роль в сериале «Сталкер» с Мэгги Кью.

## Личная жизнь
Макдермотт также известен благодаря своему модному стилю в одежде, из-за чего актёр попадал на обложки таких глянцевых журналов как «People», «GQ», «Men's Health» и т. д.
С 1995 по 2007 состоял в браке с актрисой Шивой Роуз, имеет двух дочерей Колетт и Шарлотт.
С февраля 2015 года был помолвлен с коллегой по сериалу «Сталкер» Мэгги Кью. В феврале 2019 года пара рассталась.

## Фильмография
| Год       |     | Русское название                             | Оригинальное название               | Роль                  |
| --------- | --- | -------------------------------------------- | ----------------------------------- | --------------------- |
| 1987      | ф   | Высота «Гамбургер»                           | Hamburger Hill                      | сержант Адам Франц    |
| 1988      | ф   | Голубая игуана                               | The Blue Iguana                     | Винс Холлоуэй         |
| 1989      | ф   | Смерч                                        | Twister                             | Крис                  |
| 1989      | ф   | Стальные магнолии                            | Steel Magnolias                     | Джексон Ланчери       |
| 1989      | тф  | Неоновая империя                             | The Neon Empire                     | Вик                   |
| 1990      | ф   | Железяки                                     | Hardware                            | Моузез Бакстер        |
| 1991      | тф  | В пустыне смерти                             | Into the Badlands                   | Маккомас              |
| 1991      | ф   | Там, где покоится зло                        | Where Sleeping Dogs Lie             | Брюс Симмонс          |
| 1992      | ф   | Принц из Нью-Йорка                           | Jersey Girl                         | Сэл Томеи             |
| 1992      | с   | Байки из склепа                              | Tales from the Crypt                | Джордж Гэтлин         |
| 1992      | тф  | Страх внутри                                 | The Fear Inside                     | Пит Кэсвелл           |
| 1993      | ф   | На линии огня                                | In the Line of Fire                 | агент Ал д’Андреа     |
| 1994      | ф   | У ковбоев так принято                        | The Cowboy Way                      | Джон Старк            |
| 1994      | ф   | Чудо на 34-й улице                           | Miracle on 34th Street              | Брайан Бедфорд        |
| 1995      | ф   | Дестини включает радио                       | Destiny Turns on the Radio          | Джулиан Годдард       |
| 1995      | ф   | Домой на праздники                           | Home for the Holidays               | Лео Фиш               |
| 1997      | ф   | Ускользающий идеал                           | 'Til There Was You                  | Ник Доукен            |
| 1998      | с   | Элли Макбил                                  | Ally McBeal                         | Бобби Доннелл         |
| 1999      | ф   | Танго втроём                                 | Three to Tango                      | Чарльз Ньюман         |
| 2001      | ф   | Техасские рейнджеры                          | Texas Rangers                       | Линдер Макнелли       |
| 2003      | ф   | Клубная мания                                | Party Monster                       | Питер Гатьен          |
| 2003      | ф   | Уондерлэнд                                   | Wonderland                          | Дэвид Линд            |
| 2003      | ф   | Вердикт за деньги                            | Runaway Jury                        | Джейкоб Вуд           |
| 2003      | с   | Уилл и Грейс                                 | Will & Grace                        | Том                   |
| 1997—2004 | с   | Практика                                     | The Practice                        | Бобби Доннелл         |
| 2004      | с   | Сеть                                         | The Grid                            | агент ФБР Макс Кэнери |
| 2005      | ф   | Эдисон                                       | Edison                              | Фрэнсис Лазеров       |
| 2005      | ф   | Обитатели                                    | The Tenants                         | Гарри Лессер          |
| 2005      | ф   | Принцесса специй                             | The Mistress of Spices              | Даг                   |
| 2006      | тф  | A House Divided                              | A House Divided                     | Андерсон              |
| 2006      | ф   | Непревзойдённый Гарольд                      | Unbeatable Harold                   | Джейк Саламандер      |
| 2007      | ф   | Посланники                                   | The Messengers                      | Рой                   |
| 2007      | ф   | Есть мечты — будут и путешествия             | Have Dreams, Will Travel            | дядя Кэсси            |
| 2007—2008 | с   | Мужчины в большом городе                     | Big Shots                           | Данкан Коллинсворт    |
| 2009      | ф   | Милосердие                                   | Mercy                               | Джейк                 |
| 2010      | ф   | Горящие пальмы                               | Burning Palms                       | Деннис Маркс          |
| 2010      | кор | The Douché: School of Dance                  | The Douché: School of Dance         | Джон Дош              |
| 2009—2010 | с   | Под прикрытием                               | Dark Blue                           | лейтенант Картер Шоу  |
| 2012      | ф   | Никто не уходит                              | Nobody Walks                        | Лерой                 |
| 2012      | ф   | Грязная кампания за честные выборы           | The Campaign                        | Тим Уоттли            |
| 2012      | ф   | Хорошо быть тихоней                          | The Perks of Being a Wallflower     | мистер Кельмекис      |
| 2011      | с   | Американская история ужасов: Дом-убийца      | American Horror Story: Murder House | Доктор Бен Хармон     |
| 2012—2013 | с   | Американская история ужасов: Психбольница    | American Horror Story: Asylum       | Джонни Морган         |
| 2013      | ф   | Падение Олимпа                               | Olympus Has Fallen                  | Дейв Форбс            |
| 2013—2014 | с   | Заложники                                    | Hostages                            | агент Данкан Карлайл  |
| 2013      | ф   | Морозилка                                    | Freezer                             | Роберт                |
| 2013      | ф   | Плохое поведение                             | Behaving Badly                      | Джимми Лич            |
| 2014—2015 | с   | Сталкер                                      | Stalker                             | Джек Ларсен           |
| 2014      | ф   | Милосердие                                   | Mercy                               | Джим Свонн            |
| 2014      | ф   | Страховщик                                   | Autómata                            | Уэллс                 |
| 2015      | ф   | Уцелевшая                                    | Survivor                            | Сэм Паркер            |
| 2018      | с   | Из Лос-Анджелеса в Вегас                     | L.A. to Vegas                       | капитан Дэйв          |
| 2018      | с   | Американская история ужасов: Апокалипсис     | American Horror Story: Apocalypse   | Доктор Бен Хармон     |
| 2019      | с   | Политик                                      | The Politician                      | Тео Слоун             |
| 2019      | с   | Американская история ужасов: 1984            | American Horror Story: 1984         | Брюс                  |
| 2020      | с   | Голливуд                                     | Hollywood                           | Эрнест «Эрни» Уэст    |
| 2021      | с   | Закон и порядок: Организованная преступность | Law & Order: Organized Crime        | Ричард Уитли          |
| 2021      | ф   | Король Ричард                                | King Richard                        | Уилл Ходжес           |
| 2021      | с   | Американские истории ужасов                  | American Horror Stories             | Доктор Бен Хармон     |
| 2022—2025 | с   | ФБР: Самые разыскиваемые                     | FBI: Most Wanted                    | Реми Скотт            |